# Malik (Film)
Malik ist ein Dokumentarfilm des DEFA-Studios für Dokumentarfilme von Giovanni Angella aus dem Jahr 1967.

## Handlung
Dieser Dokumentarfilm beschäftigt sich mit der Geschichte und den Veröffentlichungen des traditionsreichen Malik-Verlages, der 1916 mitten im Ersten Weltkrieg gegründet wird. So beginnt er auch mit Filmbildern der Schlacht um Verdun sowie Einblendungen  verschiedener Holzschnitte  und Grafiken von Käthe Kollwitz. Im weiteren Verlauf werden die geschichtlichen Abläufe in Deutschland chronologisch erzählt, die künstlerischen Strömungen und Widerstände gegen Militarismus und Bürgertum aufgezeigt.
Zwischen dem Admiralspalast in der Berliner Friedrichstraße und der Weidendammer Brücke wurden 1955/1956 drei Pavillons errichtet, wovon der Mittlere für Ausstellungen vorgesehen war. Hier wird die Ausstellung Der Malik Verlag 1916-1947 gezeigt. Vor den Tafeln der Ausstellung erzählen die Geschwister John Heartfield und Wieland Herzfelde Geschichten über die schönen und umwälzenden Aufgaben des Verlages während der schwierigen Zeiten Deutschlands. Einen großen Raum nimmt hierbei der Berliner Dadaismus ein, deren Sprachrohr die Brüder waren.

## Produktion
Der Schwarzweißfilm Malik wurde unter den Arbeitstiteln Malik-Verlag und Malik-Ausstellung hergestellt. Ein genauer Zeitraum der Ausstellung ist nicht zu erkennen, der aber nur in den Jahren 1966/1967 liegen kann, da der Film am 14. Juli 1967 das erste Mal aufgeführt wurde.